# Adolf I. (Werden)
Adolf I. († 21. Dezember 1173) war von 1160 bis 1173 Abt von Werden.

## Leben
Nach dem Syllabus abbatum Werthinensium et Helmstadiensium von Klosterbruder Henning Hagen aus der Zeit um 1540 soll Adolf aus dem Haus der Grafen von Altena, einer Nebenlinie der Grafen von Berg, stammen. Vor seiner Wahl war er wahrscheinlich Kantor in Werden. In einer Urkunde von 1150 erscheint ein Adolfus cantor als Zeuge.
1167 nahm er am Romzug von Kaiser Friedrich Barbarossa teil und diente dem Kaiser in Rom als Zeuge in einer Urkunde. Ansonsten ist relativ wenig aus seiner Zeit überliefert. Bekannt ist, dass er 1166 zusammen mit seinem Edelvogt Everhard von Altena und vielen Klerikern und Ministerialen in Köln war. Dabei ging es um ein Urteil von Erzbischof Rainald von Dassel zwischen dem Stift St. Maria ad Gradus und einigen Dörfern. Aus dem Jahr 1165 sind zwei Urkunden überliefert. Er scheint in Werden das Fest Kreuzauffindung begründet zu haben, wie aus späteren Überlieferungen hervorgeht. Auch 1173 war er in Goslar in der Umgebung des Kaisers zu finden. Er wird als Zeuge in einer kaiserlichen Bestätigungsurkunde eines Vertrages zwischen dem Bistum Münster und den Grafen von Tecklenburg genannt. Die meisten Überlieferungen nennen den 21. Dezember als Todestag. Nur der Nekrolog des Abdinghofklosters nennt den 22. Dezember.